# 奧姆真理教的顛覆國家計畫
奧姆真理教的顛覆國家計畫是指奧姆真理教教主麻原彰晃欲藉由恐怖攻擊殺害「天皇、宰相、閣員、國會議員及廣大的東京民眾」，發起武裝政變，以圖奪取日本政權，自立為皇的計畫。

## 概要
1994年2月22日，麻原彰晃率領教團重要幹部訪問中國。麻原自稱明太祖轉世，因此前往南京市明孝陵參訪。旅途中，麻原說：「1997年，我將成為日本之王；到2003年，世界大部分地區都會被納入奧姆真理教的勢力範圍。仇視真理的人必須儘早被殺。」明確表示了以武力推翻日本政府、建立「奧姆國家」、甚至更進一步征服世界的野心。
回國後的2月27日，麻原又宣稱「再這樣下去，真理之根將會斷絕，只能對東京傾倒70噸的沙林。」之後，教團開始沒收信眾的財產，建立官僚組織省廳制，大量生產自動步槍和沙林等武器，使用VX瓦斯殺害敵對者等，逐漸成為恐怖組織。1995年3月20日，教團終於對東京地下鐵發動了沙林攻擊，造成大量死傷。

### 「11月戰爭」
1995年3月，奧姆真理教遭日本警方強行搜查，警方發現了教團還計劃在同年11月發動名為「11月戰爭」的「無差別大量殺戮計畫」。「11月戰爭」計畫的內容是準備在1995年11月的日本國會開幕儀式上，使用教團擁有的Mi-17軍用直升機在東京上空散播沙林，殺害天皇、首相、閣員、國會議員及廣大的東京民眾；然後乘著日本陷入混亂之際，引發美國、俄國、朝鲜之間的核戰爭，然後教團便可統治處於無政府狀態的日本。

## 「11月戰爭」以外的其他未實踐恐怖攻擊計畫
每日新聞社爆破計畫（1989年10月）
為了懲罰批評奧姆真理教的每日新聞社旗下雜誌《每日周刊》，企圖以炸彈攻擊每日新聞社，但因當時沒弄到炸藥而作罷，攻擊目標變更為律師坂本堤。坂本堤全家遇害。
日本本土肉毒桿菌散布計畫（1990年4月）
企圖趁信徒在沖繩縣石垣島集訓時於日本本土散播肉毒桿菌，後失敗。
皇太子婚禮遊行炭疽菌散布計畫（1993年6月）
企圖在皇太子婚禮遊行時散播炭疽菌。為了預演，曾以皇居為目標進行散播炭疽菌的實驗，但失敗。
龜戶異臭事件（1993年6－7月）
從教團建築內發出怪味，造成鄰近居民的反感；後經調查，為企圖散播炭疽菌未遂。
暗殺天皇計畫（1993年秋）
得知天皇將前往明治神宮棒球場之後，一度計劃在當日以沙林攻擊天皇。
奪取第1空降團計畫（1994年－1995年）
企圖綁架陸上自衛隊第1空降團團長的女兒以脅迫團長，將第1空降團納為自己的「奧姆軍」。教團曾在團長女兒居住的公寓中安裝竊聽器，但因錯誤安裝而使電話不能使用，其後被到場檢查的日本電信電話千葉支店職員發現。另外，教團也曾對該團團員傳教。

## 脚注
1. ↑  對內閣總理大臣的雅稱。

## 外部連結
- 奧姆真理教「11月戰争」的恐怖（前編）（日語）
- 奧姆真理教「11月戰争」的恐怖（後編）（日語）